# Bagus Netral
Bagus Dhanar Dhana, conocido artísticamente como Bagus Netral (nacido en Tangerang, el 17 de enero de 1971) es un actor y cantante indonesio, actual vocalista del grupo de rock Netral.

## Discografía
- Wa..lah (1995)
- Tidak Enak (1997)
- Album Minggu Ini (1998)
- Paten (1999)
- Oke Deh (2001)
- The Best of (2002)
- Kancut (2003)
- Hitam (2005)
- Putih (2005)
- 9th (2007)
- The Story Of (2009)
- Unity (2012)

## Programas de televisión
- Sepakat Untuk Tidak Sepakat (B Channel (RTV), 2011)

## Filmografía
- Mama Cake (2012)[2]
- Comic 8 : Casino Kings (2015)

## Anuncios publicitarios
- X Mild (2007 - 2008) bersama Netral, Barry Likumahua & Bondan Prakoso